# 雄成會
雄成會（雄成会）、前名為「二代目地藏組」，本部事務所於京都府京都市南區東九条河西町 的設置（「越前產業」），日本的指定暴力團・神戶山口組的2次團體，為「的屋系」暴力團。正式成員約70餘人。活動地域在京都、滋賀、長野。

## 略史
初代・地蔵吉一組長組成地蔵組，為京都的「的屋系」獨立組織、1955年代、加入山口組系初代小西一家。1984年、山口組四代目體制時期昇格為山口組直系組長。2007年、初代地蔵引退、高橋久雄二代目襲名、同時升格為山口組直系組長。2009年6月11日、二代目地蔵組更名為雄成會，高橋久雄為初代組長。2015年 脫離六代目山口組，同時加入神戶山口組。

## 歷代組長
【地藏組】
- 初代・地蔵吉一（六代目山口組若中）
- 二代目・高橋久雄（六代目山口組若中）

【雄成會】
- 初代・・高橋久雄（六代目山口組若中）

## 最高幹部
- 會長・高橋久雄（六代目山口組若中）
- 若頭・上田昌浩
- 舍弟頭・佐藤正啓

## 資料來源
1. ↑  .   [2013-11-02]. （原始内容存档于2013-11-05）.
2. ↑  .   [2009-11-25]. （原始内容存档于2009-08-22）.